# 프랑수아 판 데르 엘스트
프랑수아 판 데르 엘스트(네덜란드어: François Van der Elst, 1954년 12월 1일~2017년 1월 11일)는 벨기에의 전 축구 선수로, 현역 시절 측면 미드필더로 활약했다. 그는 안데를레흐트 시절에 수 차례 국내 및 유럽대항전 우승을 경험한 것으로 알려져 있다.

## 어린 시절
프랑수아 "스바트" 판 데르 엘스트는 플람스-브라반트 주 오프베이크 출신이다. 그는 인근 유소년 구단에서 축구를 시작할 당시 미드필더로 뛰었는데, 공몰이와 골 결정력에서 두각을 나타냈다.

## 구단 경력
그는 1969년부터 1980년까지 안데를레흐트에서 활약했다. 그가 1군 무대 신고식을 치를 당시 나이는 16세였다. 여러 보직을 돌아가며 맡던(공격수, 우측 미드필더, 혹은 측면 수비수) 판 데르 엘스트는 이후 벨기에 프로 리그에서만 82골을 기록했고, 모든 대회를 통틀어 100번 넘게 골망을 흔들었다. 판 데르 엘스트는 결정적인 득점을 기록한 것으로 찬사를 받았다. 1976년, 그는 1975-76 시즌 유러피언 컵위너스컵을 우승할 당시 웨스트 햄 유나이티드와의 결승전에서 2번 골망을 흔들어 4-2 승리에 일조했고, 그 다음 시즌 리그에서 21골로 리그 득점왕에 올랐지만, 브뤼셀 연고 구단은 시즌을 준우승으로 마무리했다. 그는 1971년부터 1980년까지 안데를레흐트 소속으로 리그를 2번, 컵대회를 4번 우승했다. 판 데르 엘스트는 1976년과 1978년 유러피언 컵위너스컵을 2번 우승해, 해당 대회에서 통산 18골을 기록해 역대 최다 득점 4위로 이름을 올렸다.
1982년 1월, 그는 미국의 뉴 욕 코스모스를 거쳐 웨스트햄과 £400,000의 계약을 체결했고, 이후 70번의 경기에 출전해 17골을 기록했다. 이후, 그는 고국으로 돌아와 로케런에 입단했지만, 1985-86 시즌 도중에 종아리뼈 골절을 당하면서 은퇴했다.

## 국가대표팀 경력

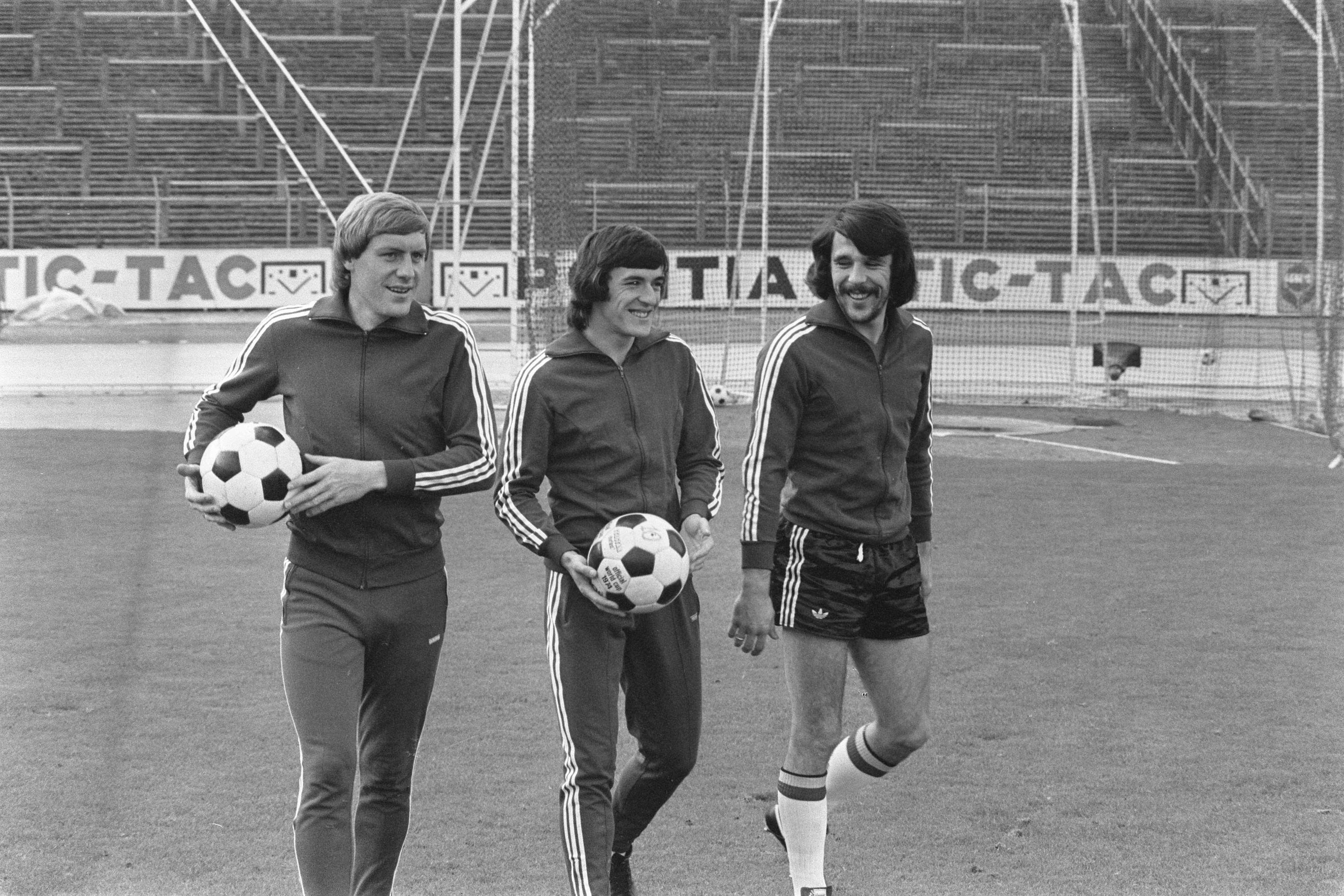
1977년 국가대표팀 훈련 중의 위고 브로스, 프랑수아 판 데르 엘스트, 그리고 에릭 헤러츠.

판 데르 엘스트는 벨기에 국가대표팀 경기에 44번 출전하여 14골을 기록했고, 유로 1980 준우승에 일조했다. 그는 1982년 월드컵 선수단에도 이름을 올려 1-0으로 엘체에서 이긴 엘살바도르와의 1차 조별 리그 후반전과 바르셀로나에서 0-3으로 패한 폴란드와의 2차 조별 리그 경기에 출전했다.

## 사생활과 최후
판 데르 엘스트의 동생 레오도 프로 축구 선수였다. 둘 모두 벨기에 국가대표 선수였다.
은퇴 후, 판 데르 엘스트는 고향 오프베이크에서 스누커 당구장을 운영했다. 2017년 새 해 첫 날, 판 데르 엘스트는 심근경색으로 혼수상태에 빠져 중환자실로 이송되었다. 열흘 후, 새벽 3시에 그는 병원에서 향년 62세로 심정지로 영면에 들었다고 발표되었다.

## 수상
안데를레흐트
- 벨기에 1부 리그: 1971–72, 1973–74
- 벨기에 컵: 1971–72, 1972–73, 1974–75, 1975–76
- 벨기에 리그컵: 1973, 1974
- 유러피언 컵위너스컵
  - 우승: 1975–76,[10] 1977–78
  - 준우승: 1976–77[11]
- 유러피언 슈퍼컵: 1976, 1978
- 암스테르담 투르노이: 1976[12]
- 투르누아 드 파리: 1977[13]
- 트로페 쥘 파파에르: 1977[14]
- 벨기에 스포츠 공로상: 1978[15]

뉴욕 코스모스
- 북미 사커 리그: 1980[16]

벨기에
- 유럽 선수권 대회 준우승: 1980[15]
- 벨기에 스포츠 공로상: 1980[17]

개인
- 벨기에 1부 리그 득점왕: 1976-77 (21골)[18]
- 유러피언 컵위너스컵 득점왕: 1977-78 (6골)[19]
- 발롱도르 후보: 1978[20]